# 존 드루 배리모어
존 드루 배리모어(John Drew Barrymore, 1932년 6월 4일 ~ 2004년 11월 29일~)는 미국의 배우이다.
로스앤젤레스에서 존 배리모어와 돌로레스 코스텔로의 아들로 태어났다. 17세에 데뷔하여 수십 편의 텔레비전 영화에 출연했다. 말년에는 로스앤젤레스에 있는 딸 드루 배리모어의 집에서 지냈으며 암으로 사망했다.

## 영화
- 베이비 블루 머린 (1976년)
- 더 클론스 (1973년)
- 롬 어게인스트 롬 (1964년)
- 코사크 (1959년)
- 하이 스쿨 컨디덴셜! (1958년)
- 네버 러브 어 스트레인저 (1958년)
- 도시가 잠든 사이에 (1956년)
- 딜론 보안관 (1955년)
- 클라이막스! (1954년)
- 더 빅 나이트 (1951년)